# Coulange (entreprise)
 (août 2023).
La mise en forme du texte ne suit pas les recommandations de Wikipédia : il faut le « wikifier ».
Les points d'amélioration suivants sont les cas les plus fréquents :
- Les titres sont pré-formatés par le logiciel. Ils ne sont ni en capitales, ni en gras.
- Le texte ne doit pas être écrit en capitales (les noms de famille non plus), ni en gras, ni en italique, ni en « petit »…
- Le gras n'est utilisé que pour surligner le titre de l'article dans l'introduction, une seule fois.
- L'italique est rarement utilisé : mots en langue étrangère, titres d'œuvres, noms de bateaux, etc.
- Les citations ne sont pas en italique mais en corps de texte normal. Elles sont entourées par des guillemets français : « et ».
- Les listes à puces sont à éviter, des paragraphes rédigés étant largement préférés. Les tableaux sont à réserver à la présentation de données structurées (résultats, etc.).
- Les appels de note de bas de page (petits chiffres en exposant, introduits par l'outil «  Source ») sont à placer entre la fin de phrase et le point final[comme ça].
- Les liens internes (vers d'autres articles de Wikipédia) sont à choisir avec parcimonie. Créez des liens vers des articles approfondissant le sujet. Les termes génériques sans rapport avec le sujet sont à éviter, ainsi que les répétitions de liens vers un même terme.
- Les liens externes sont à placer uniquement dans une section « Liens externes », à la fin de l'article. Ces liens sont à choisir avec parcimonie suivant les règles définies. Si un lien sert de source à l'article, son insertion dans le texte est à faire par les notes de bas de page.
- La présentation des références doit suivre les conventions bibliographiques. Il est recommandé d'utiliser les modèles {{Ouvrage}}, {{Chapitre}}, {{Article}}, {{Lien web}} et/ou {{Bibliographie}}. Le mode d'édition visuel peut mettre en forme automatiquement les références.
- Insérer une infobox (cadre d'informations à droite) n'est pas obligatoire pour parachever la mise en page.

Pour une aide détaillée, merci de consulter Aide:Wikification.
Si vous pensez que ces points ont été résolus, vous pouvez retirer ce bandeau et améliorer la mise en forme d'un autre article.

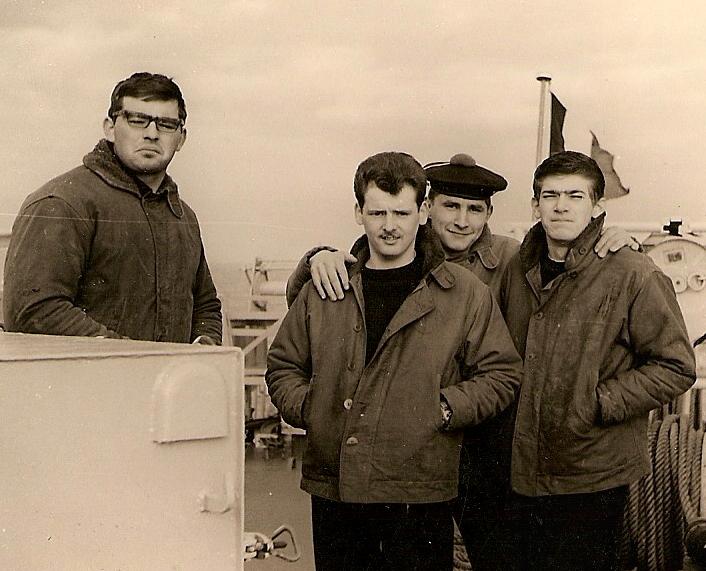
Marins français portant des vestes Coulange

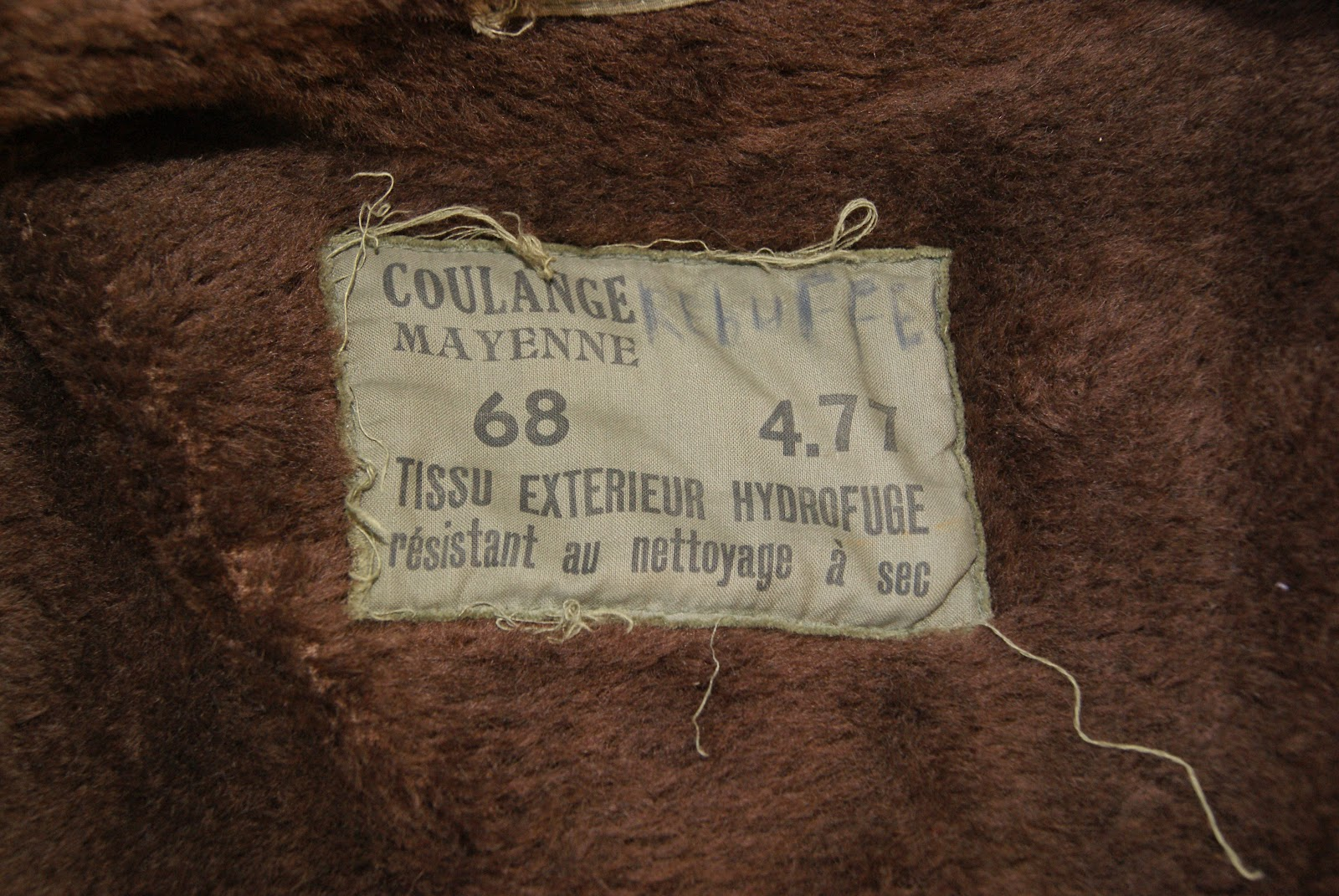

Coulange est une marque française, connue pour ses vestes de pont, fondée en 1918.

## Historique

### De la fondation au tournant du siècle
La manufacture de Confections Coulange est une marque française fondée à Mayenne par la famille Caigné au XIXe siècle.
Madame Marie-Héloïse Klaiber, née Caigné, se passionne pour la confection de tissus et crée son entreprise à Mayenne. Elle dépose un premier brevet en 1853 dont le titre est « Réseau de dentelle point d’Alençon, dit réseau-rateau ou mieux réseau Klaiber ». Madame Marie-Héloïse Klaiber déposera un second brevet en 1860, « Tissu dit tissu Caigné ».
La marque est nommée Coulange en 1918 quand Madame Coulange et ses fils reprennent la manufacture. Cette dernière s’établit rue de Jouvence à Mayenne. La manufacture employait 83 ouvriers au début du XXe siècle.[réf. souhaitée]
L'entreprise grandit tout au long du XXe siècle : en 1975, elle employait 240 personnes.
L’entreprise de fabrication de vêtements se spécialisa progressivement dans la production de vêtement de technique. Elle parvient à devenir la référence des vestes de quart produites pour la Marine Nationale. Sa griffe est l’étiquette grise posée à l’intérieur avec les mentions : « Coulange, Mayenne, Tissu extérieur Hydrofuge, Nettoyage à sec ».

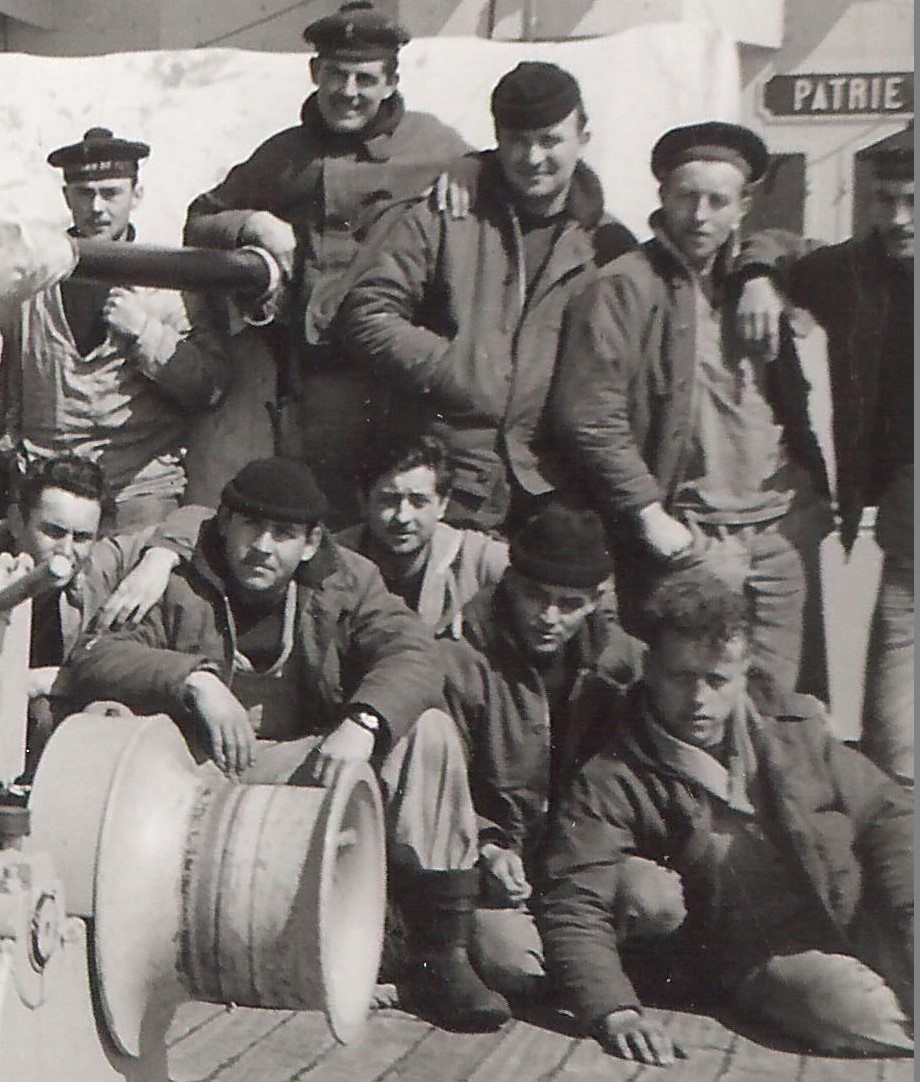
Marins Français portant des vestes de pont "Coulange Mayenne"

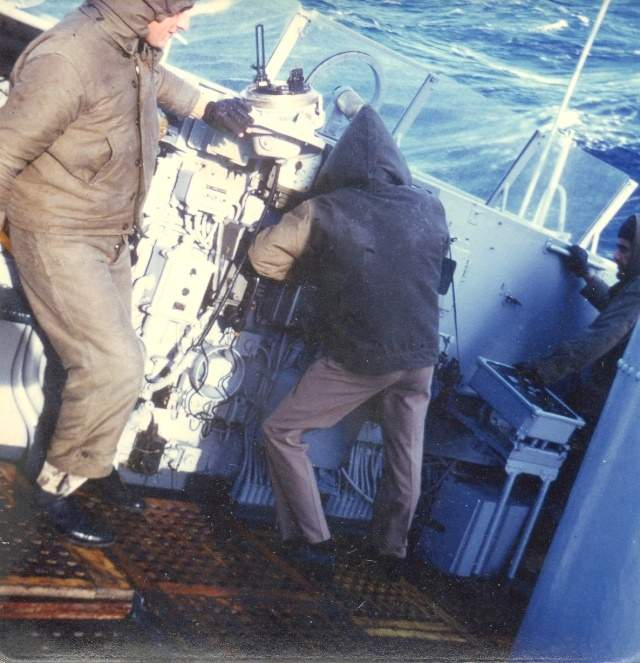
Blousons de mer marine national

### Déclin et faillite
Dans les années 2000, confronté à des difficultés financières, le président de la marque Coulange déclara faillite. Les poursuites judiciaires aboutirent à la condamnation de Gérard Baumann, le président de l'entreprise, pour malversations financières. Il fut condamné à deux ans de prison, cinq ans de faillite personnelle et à rembourser près de 900 000 € de dommages aux banques.
En 2003, il s'engagea dans des activités financières risquées, utilisant des commandes fictives pour tromper les banques et éviter la faillite inévitable. Malgré ces efforts, l'entreprise fit finalement faillite en 2004, entraînant le licenciement de 54 employés. Gérard Baumann fut reconnu coupable d'avoir détourné du matériel et des fonds, ce qui conduisit à sa condamnation.
En 2019, la procédure de liquidation fut clôturée en raison d'actifs insuffisants.

### Relance
En 2023 la marque Coulange est relancé et l'ancienne usine Coulange est prévue pour être démolie à Mayenne, laissant place à des logements sociaux,

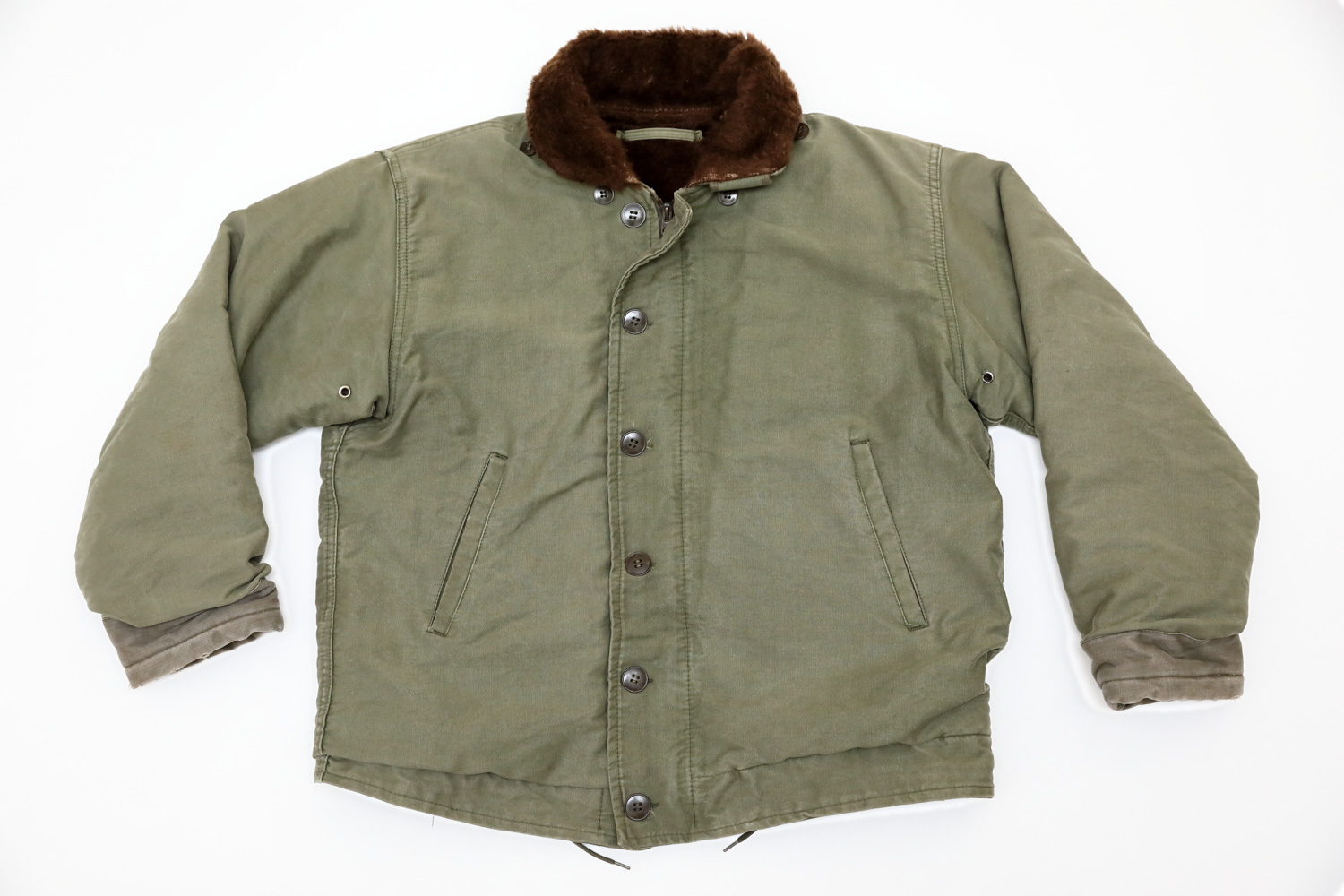
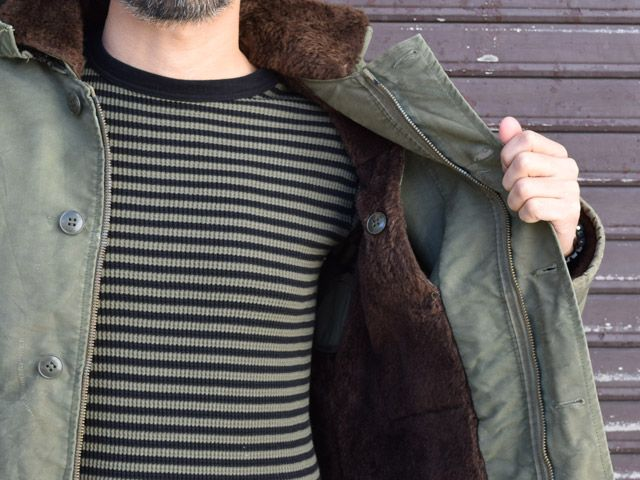